# Шанмеле, Мари
Мадмуазель де Шанмеле́ (фр. Mlle de Champmeslé), также Ля Шанмеле, устар. Шампмесле, урождённая Мари́ Дема́р, (фр. Marie Desmares; 18 февраля 1642, Руан — 15 мая 1698, Париж) — французская актриса, одна из крупнейших деятелей театра классицизма, первая исполнительница ролей в трагедиях Жана Расина.

## Биография
Родилась в Руане в состоятельной семье (её отец получил в наследство поместье в Нормандии). Её брат, Николя Демар, также был актёром. Рано дебютировала на сцене там же, в Руане. В возрасте 15 лет вышла замуж за актёра Пьера Флёри, однако через несколько лет овдовела. Играла на сцене вместе с Шарлем Шевилле (1642—1701), известным как сир де Шанмеле; они поженились 9 января 1666 года. К 1669 году супруги перебрались в Париж, где играли в театре дю Марэ. Мари дебютировала в роли Венеры в «Празднестве Венеры» Клода Буайе, в следующем году она играла в Бургундском отеле, где имела большой успех в роли Гермионы в «Андромахе» Жана Расина. С этого времени началось её плодотворное сотрудничество с драматургом, который написал для актрисы некоторые из своих лучших трагедий.
В её репертуаре также было множество пьес других драматургов. Так, успех «Ариены и графа Эссекса» (Ariene and Comte d’Essex) Тома Корнеля был во многом обязан её естественной манере игры и умению создать убедительный образ несчастной героини. Кульминацией её актёрского триумфа стала роль Федры в одноимённой трагедии Расина (1677).
Когда Бургундский отель был выбран расформирован для создания на его базе театра Комеди Франсез (основан 26 августа 1680 года), Мари стала одним из первых его пайщиков (была вписана под № 15, вслед за мужем, № 14). Здесь она исполняла главные любовно-трагические роли в течение более чем тридцати лет. Также вместе с вдовой Мольера Армандой Бежар (она же мадам Герен) блистала как комедийная актриса.
Скончалась во время представления трагедии Лагранж-Шанселя «Орест и Пилад». Согласно законам того времени по отношению к актёрам была погребена без отпевания и других христианских обычаев.

## В литературе
Жан де Лафонтен посвятил ей свой роман Belphegor, Никола Буало увековечил её в стихах. Упоминается в романе Вольтера «Кандид, или Оптимизм».